# Реннский дом
Реннский дом (фр. Maison de Rennes) — средневековая династия правителей бретонского графства Ренн и герцогства Бретань.

## История
Существовало два Реннских дома. Первый дом был бретонского происхождения. Его родоначальником был Гурван (ум. 876) — граф Ренна, король Бретани (северной части) с 874 года. Точное происхождение его не установлено, известно только, что он был зятем короля Бретани Эриспоэ, был женат на его дочери. Он был одним из убийц короля Саломона, после чего Бретань была разделена между ним и графом Нанта и Ванна Паскветеном. Однако вскоре началась междоусобная война за главенство в Бретани. Но сын Гурвана, Юдикаэль (ум. 888/890) заключил с наследником Паскветена, Аленом I мир. После гибели Юдикаэля род угас.
Происхождение второго Реннского дома точно не установлено. По превалирующей сейчас версии он был франкского происхождения. Его родоначальник, Юдикаэль Беранже (ум. ок. 970), был по этой версии внуком Беранже II, графа Байё и маркиза Нейстрии, по линии отца, и внуком Гурвана по матери, благодаря чему унаследовал Ренн. Он участвовал в изгнании норманнов из Бретани, в 939 году в битве при Тране (фр.) в союзе с графом Нанта Аленом II одержал победу над норманнами. После смерти Алена он стал самым могущественным феодалом в Бретани. Его сын Конан I Кривой (ум. 992) в 990 году стал герцогом Бретани. Основная ветвь рода угасла в 1066 году после смерти герцога Конана II. Графство Ренн при этом унаследовал незаконный сын герцога Алена III, Жоффруа II Грегонат, умерший бездетным в 1084 году, а герцогство перешло к законной сестре Конана II, Авоизе (Гавизе) и её мужу Хоэлю II (1027/1028—1084), графу Корнуая.
От младшего брата герцога Алена III, Эда де Пентьевр пошёл дом де Пентьевр, представитель одной из ветвей которого, Конан IV, стал в 1156 году герцогом Бретани.
Возможно боковой ветвью Реннского дома был род сеньоров де Фужер, родоначальником которого был Меэн I (ум. 1020), сеньор де Фужер, которого некоторые исследователи считают сыном Юдикаэля Беранже. Род угас по мужской линии в 1256 году со смертью Рауля III де Фужера, оставившего только дочь Жанну, которая вышла замуж за Гуго XII де Лузиньян (ум. 1270), графа д’Ангулем и де Ла Марш.